# Vedat Muriqi
Vedat Muriqi   (Prizren, 24 d'abril de 1994) és un futbolista professional de Kosovo que juga com a davanter al club de la Lliga RCD Mallorca i a la selecció de Kosovo.

## Carrera de club

### Teuta Durrës
El 14 de gener de 2013, Muriqi va tenir una prova al club de la Kategoria Superiore Teuta Durrës i després d'impressionar en un partit amistós va signar un contracte d'un any i mig amb el club. El 4 de febrer de 2013, va debutar amb el Teuta Durrës als quarts de final de la Copa d'Albania 2012-13 contra el Bylis a l'alineació titular. El 23 de febrer de 2013, va debutar a la Lliga en un empat 1-1 fora de casa contra el Tirana després d'entrar com a substitut al minut 46 en substitució de Daniel Xhafaj.

#### Préstec a Besa Kavajë
El 5 de gener de 2014, Muriqi va ser cedit al club de la Kategoria Superiore Besa Kavajë fins al final de la temporada 2013-14. L'1 de febrer de 2014, va debutar contra el Laçi després d'entrar com a substitut al minut 46 en lloc de Shaqir Stafa i va marcar el segon gol del seu equip durant l'empat 2-2 a casa.

### Giresunspor
El 18 d'agost de 2014, Muriqi va signar un contracte de dos anys amb el club de la TFF First League Giresunspor. El 14 de setembre de 2014, va debutar en una derrota a casa per 0-1 contra l'Adana Demirspor després d'entrar com a substitut al minut 78 en lloc de David Solomon Abwo.

### Gençlerbirliği
El 31 de maig de 2016, Muriqi va signar un contracte de tres anys amb el club de la Süper Lig Gençlerbirliği SK. El 21 d'agost de 2016, va debutar contra el Gaziantepspor després d'entrar com a substitut al minut 64 en lloc de Cosmin Matei i va marcar el segon gol del seu equip durant la victòria a casa per 2-0.

### Çaykur Rizespor
L'11 de gener de 2018, Muriqi va fitxar amb el Çaykur Rizespor de la Primera Lliga de la TFF. Deu dies després, va debutar en un partit contra el Manisaspor a l'alineació titular, i va marcar dos gols en una victòria per 0-3 fora de casa.

### Fenerbahçe
El 7 de juliol de 2019, Muriqi va completar un traspàs al Fenerbahçe SK de la Süper Lig signant per a les properes quatre temporades. Un dia després, el club va confirmar que Muriqi s'havia incorporat amb un traspàs permanent. El 19 d'agost de 2019, va debutar contra el Gaziantep com a titular i va marcar el segon gol del seu equip en una victòria a casa per 5-0.

### Lazio
El 15 de setembre de 2020, Muriqi va signar un contracte de cinc anys amb el club SS Lazio de la Sèrie A. El 17 d'octubre de 2020, va debutar en una derrota a domicili per 3-0 contra la Sampdoria després d'entrar com a substitut al minut 59 en substitució de Felipe Caicedo. Tres dies després del debut, Muriqi va jugar contra el Borussia Dortmund a la UEFA Champions League 2020-21 per convertir-se en el primer jugador de la selecció de Kosovo a participar en la competició.

### Mallorca
El 31 de gener de 2022, Muriqi va ser cedit al club de la Lliga RCD Mallorca fins al final de la temporada 2021-22, el club va pagar una comissió de cessió d'1 milió d'euros. El seu debut amb el Mallorca va arribar dos dies després als quarts de final de la Copa del Rei 2021-22 contra el Rayo Vallecano, partit en què fou titular.  Tres dies després del debut, va debutar a la Lliga contra el Cadis a l'alineació titular i va marcar el segon gol del seu equip en una victòria a casa per 2-1.
El 22 de juliol de 2022, els clubs van acordar una traspàs definitiu i Muriqi va signar un contracte de cinc anys amb el Mallorca.

## Carrera internacional

### Sub-21

#### Kosovo
El juny de 2013, Muriqi va ser convocat amb la selecció sub-21 de Kosovo per a la Copa Juvenil del Valais 2013. El 12 de juny de 2013, va debutar amb Kosovo sub-21 a la semifinal de la Copa Juvenil del Valais del 2013 contra Ghana sub-20, fou a l'alineació titular i va marcar el gol de l'empat al minut 41.

#### Albània
El 15 d'octubre de 2013, Muriqi va debutar amb Albània sub-21 en un partit de classificació per al Campionat d'Europa sub-21 de la UEFA de 2015 contra Bòsnia i Hercegovina sub-21 després d'entrar al minut 46 en substitució d'Herolind Shala.

### Sènior
El 30 d'agost de 2016, Muriqi va rebre una convocatòria de Kosovo per a un partit de classificació per a la Copa del Món de la FIFA 2018 contra Finlàndia. El 9 d'octubre de 2016, va debutar amb Kosovo en un partit de classificació per a la Copa del Món de la FIFA 2018 contra Ucraïna essent a l'alineació titular.

## Estil de joc
Muriqi és un davanter centre clàssic, conegut per la seva habilitat aèria, joc de resistència i força dins de l'àrea de penal. L'antic internacional turc i semifinalista de la Copa del Món, Rüştü Reçber, va descriure Muriqi el 2019 com a un "davanter centre ideal", elogiant la seva velocitat en espais reduïts al camp, el domini aeri i les seves capacitats de joc en equip.
L'antic internacional turc i semifinalista de la Copa del Món, Hakan Ünsal, va subratllar la seva força, capacitat de contenció de pilota i de xut el 2019. Okan Buruk, ex internacional turc, semifinalista de la Copa del Món i exentrenador del Çaykur Rizespor que va entrenar Muriqi, va afirmar que Muriqi va millorar dràsticament durant la seva última temporada al club, a causa dels seus entrenaments addicionals, descrivint-lo com a fiable i titllant-lo de "el millor davanter de Turquia en aquest període".
L'exinternacional turc i expert Rıdvan Dilmen va elogiar Muriqi, afirmant: "Hi ha alguns davanters. Poden ser curts i ràpids. Alguns són potents. Alguns són alts, com Peter Crouch, que pot posar la pilota a terra. Muriqi posseeix tots [això]. Si pogués jugar al costat d'Alex, podria haver marcat 25 gols [en una temporada]".

## Vida personal
Muriqi va néixer a Prizren, FR Iugoslàvia (ara Kosovo) de pares albanesos de Kosovo. A més de la seva ciutadania kosovana i albanesa, va adquirir la nacionalitat turca el juliol de 2015 amb el nom naturalitzat Vedat Muriç. És sobrenomenat El Pirata ('El pirata') per la seva celebració de gol habitual, en què es tapa un ull.

## Palmarès
Çaykur Rizespor
- TFF 1. Llig: 2017–18

Individual
- Jugador del mes de la Lliga: maig de 2022[32]